# Mercato comune dell'Africa orientale e meridionale
Il Mercato comune dell'Africa orientale e meridionale (in inglese:  Common Market for Eastern and Southern Africa, (COMESA), è un'area di commercio preferenziale con 19 stati membri che si snodano dalla Libia allo Zimbabwe. Il COMESA fu creato nel dicembre 1994, in sostituzione di un'area di commercio preferenziale già esistente dal 1981. Nove degli stati membri formarono un'area di libero scambio nel 2000; Ruanda e Burundi aderirono a tale area nel 2004; Comore e Libia nel 2006.
Il COMESA è uno dei pilastri della Comunità economica africana.
Nel 2008 il COMESA ha aderito all'Area di libero scambio africana (AFTZ), che include i membri di altri due blocchi commerciali africani: la Comunità dell'Africa orientale (EAC) e la Comunità di sviluppo dell'Africa meridionale (SADC).

## Membri
Membri attuali:
- Burundi (21 dicembre 1981)
- Comore (21 dicembre 1981)
- Egitto (6 gennaio 1999)
- Eritrea (1994)
- Etiopia (21 dicembre 1981)
- Gibuti (21 dicembre 1981)
- Kenya (21 dicembre 1981)
- Libia (3 giugno 2005) (al 10º Summit del COMESA)
- Madagascar (21 dicembre 1981)
- Malawi (21 dicembre 1981)
- Mauritius (21 dicembre 1981)
- RD del Congo (21 dicembre 1981)
- Ruanda (21 dicembre 1981)
- Seychelles (2001)
- Sudan (21 dicembre 1981)
- eSwatini (21 dicembre 1981)
- Uganda (21 dicembre 1981)
- Zambia (21 dicembre 1981)
- Zimbabwe (21 dicembre 1981)

Membri precedenti:
- Angola (uscito nel 2007)
- Lesotho (uscito nel 1997)
- Mozambico (uscito nel 1997)
- Namibia (uscito il 2 maggio 2004)
- Tanzania (uscito il 2 settembre 2000)

## Struttura
Organi con poteri decisionali e operativi sulla base dei trattati costitutivi:
- l'Autorità del COMESA (COMESA Authority), composta dai capi di Stato o di Governo
- il Consiglio dei ministri del COMESA (COMESA Council of Ministers)
- la Corte di giustizia del COMESA (COMESA Court of Justice)
- il Comitato dei governatori delle banche centrali (Committee of Governors of Central Banks)

Organi con compiti consultivi:
- il Comitato inter-governativo (Inter-governmental Committee)
- i Dodici comitati tecnici (Twelve Technical Committees)
- il Comitato consultivo della comunità d'affari e di altri gruppi d'interesse (Consultative Committee of the Business Community and other Interest Groups)
- il Segretariato del COMESA (COMESA Secretariat); il Segretario Generale (Secretary General) è nominato dall'Autorità per un periodo di cinque anni.

Altri enti creati per promuovere lo sviluppo:
- la Banca per il commercio e lo sviluppo del COMESA (COMESA Trade and Development Bank) a Nairobi, Kenya
- la Stanza di compensazione del COMESA (COMESA Clearing House) ad Harare, Zimbabwe
- l'Associazione delle banche commerciali del COMESA (COMESA Association of Commercial Banks) ad Harare, Zimbabwe
- l'Istituto conciario del COMESA (COMESA Leather Institute) in Etiopia
- la Società di riassicurazione del COMESA (COMESA Re-Insurance Company - ZEP-RE) a Nairobi, Kenya